# Þorvaldur Árnason
Þorvaldur Árnason (Reykjavík, 1982. március 3. –) izlandi nemzetközi labdarúgó-játékvezető. Neve más gyűjtőkben Thorvaldur Arnason.

## Pályafutása

### Nemzeti játékvezetés
Ellenőreinek, sportvezetőinek javaslatára 26 évesen 2008 nyarán lett a legmagasabb divízió játékvezetője.

### Nemzetközi játékvezetés
Az Izlandi labdarúgó-szövetség Játékvezető Bizottsága (JB) terjesztette fel nemzetközi játékvezetőnek, a Nemzetközi Labdarúgó-szövetség (FIFA) 2010-től tartotta nyilván bírói keretében. A FIFA JB központi nyelvei közül a angolt beszéli. Több nemzetek közötti válogatott és klubmérkőzést vezetett, vagy működő társának 4. bíróként segített. FIFA JB besorolás szerint 3. kategóriás bíró.
Nemzetközi mérkőzéseket az UEFA keretében vezet. Az európai  U17-es labdarúgó-Európa-bajnokság, valamint az U21-es labdarúgó-Európa-bajnokság tornák selejtezőiben tevékenykedik.

## Magyar vonatkozás
| Időpont         | Helyszín                         | Mérkőzés típusa | Mérkőzés               | Eredmény | Nézők száma |
| --------------- | -------------------------------- | --------------- | ---------------------- | -------- | ----------- |
| 2011. június 3. | Josy Barthel Stadion, Luxembourg | barátságos      | Luxemburg–Magyarország | 0 : 1    | 800         |